# Anthony Réveillère
Anthony Réveillère (Doué-la-Fontaine, Franciaország, 1979. november 10. –) francia labdarúgó, aki jelenleg a Lyonban játszik hátvédként. A francia válogatott tagjaként ott volt a 2010-es világbajnokságon és a 2012-es Európa-bajnokságon.

## Pályafutása
Réveillère az Angers ifiakadémiáján kezdett el futballozni, de profi pályafutását már a Rennes-ben kezdte meg. 1998. február 3-án mutatkozott be a csapatban. Hat évet töltött a csapatnál, majd 2003-ban kölcsönben a Valenciához igazolt. Egy fél szezont töltött ott, majd véglegesen az Olympique Lyonhoz igazolt, ahol sorozatban öt bajnoki címet nyert.

## Válogatott
Réveillère 2003. október 11-én, Izrael ellen mutatkozott be a francia válogatottban. A nemzeti csapat tagjaként ott volt a 2010-es világbajnokságon és a 2012-es Európa-bajnokságon.

## Sikerei, díjai

### Lyon
- Francia bajnok: 2003/04, 2004/05, 2005/06, 2006/07, 2007/08
- Francia kupagyőztes: 2008, 2012
- Francia szuperkupagyőztes: 2003, 2004, 2005, 2006, 2007
- Béke-kupa-győztes: 2007

## Fordítás
- Ez a szócikk részben vagy egészben  az   Anthony Réveillère című angol Wikipédia-szócikk fordításán alapul.  Az eredeti cikk szerkesztőit annak laptörténete sorolja fel. Ez a jelzés csupán a megfogalmazás eredetét és a szerzői jogokat jelzi, nem szolgál a cikkben szereplő információk forrásmegjelöléseként.